# 東勢區
東勢區，舊稱「東勢角」，前身「東勢鎮」，位於臺灣臺中市中部偏東，大甲溪中上游東岸。全境面積約有117.4065平方公里，是臺中市的面積第三大區。族群結構上主要為客家人，約佔八成左右人口，為臺中市最大的客家聚落，地方通行語為臺灣客家話大埔腔，現則轉為客家話與臺灣話並用。
由於位居平原與山地的交界處，早期即是山城地區的行政、交通與物資集散中心，其腹地包括石岡、新社、和平等地，且為中橫公路（東關路）、豐勢路、東蘭路與昔日的東豐鐵路（今東豐自行車綠廊）的端點，交通轉運地位重要。而在經濟發展上，東勢區最早是發跡於以供應軍工料的林業，加上山間廣植竹林，竹編手工業相當發達，因此街區一帶早期即已設有不少金融商家，農業方面原以種植水稻為主，現則轉為水果種植居多，有柑橘、高接梨等數種農特產。
2005年10月16日，東勢區獲得世界衛生組織（WHO）安全社區認證，是全球第92個安全社區、亞洲第6個安全社區、全臺第一個客家安全社區。但由於東勢安全社區未再持續發展且未申請再認證，WHO CCCSP已於2013年予以除名。

## 歷史

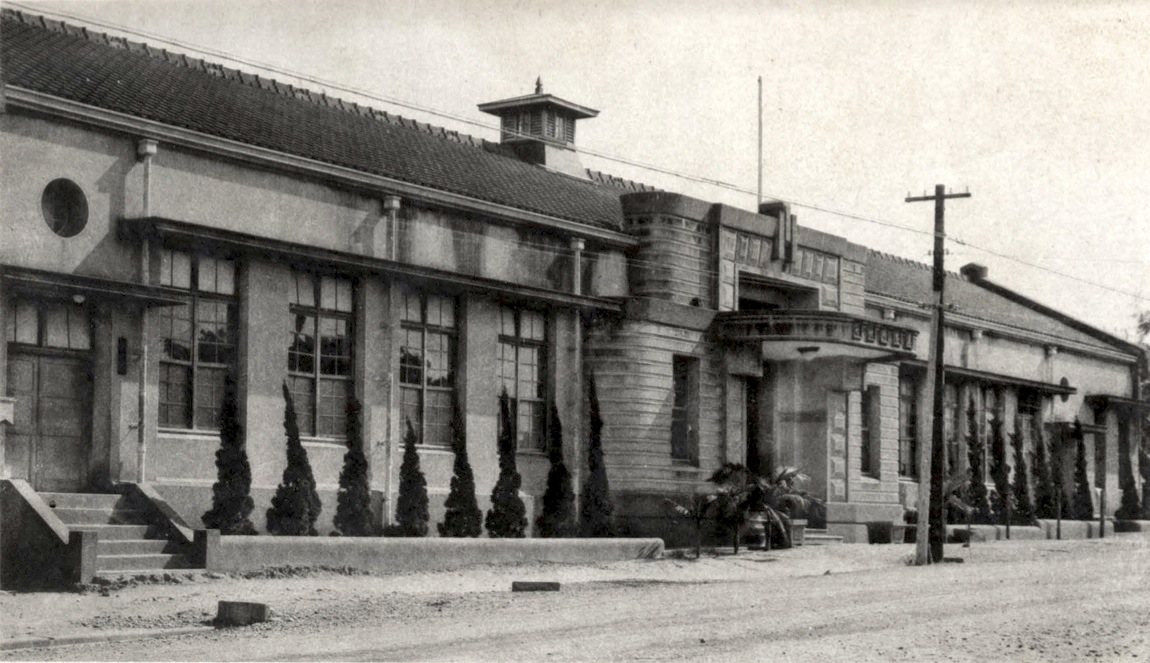
日治時期設於東勢的東勢郡役所

東勢區舊稱「東勢角」，係因當地位在豐原東邊偏僻地區。當地耆老指出，東勢最早稱為「枋料」，即木工做木板的工寮，後取「木工眷屬住進枋料下方」之意而改稱「寮下」。直到1920年改稱「東勢」，並沿用至今:26。
臺灣日治時期1895年劃歸臺灣民政支部（隔年改為臺中縣），1897年劃歸臺中廳葫蘆墩辦務署，1901年改為臺中廳東勢角支廳「東勢角區」，1913年12月，抗日人士羅福星發動起義苗栗事件，賴來也在東勢響應，在格斃數名日警後也遭到日警格斃，史稱東勢角事件。1920年臺灣總督府將臺灣改成五州三廳制，再改制為設臺中州東勢郡「東勢庄」，1933年升格為「東勢街」。
1945年中華民國政府接收臺灣，東勢街改制為臺中縣東勢區「東勢鎮」。1950年8月廢區署，改為臺中縣東勢鎮。1999年921大地震，東勢鎮受到重創，322人死亡，死亡人數居全縣之冠。2010年12月25日隨著臺中縣市合併為直轄市，而改制為臺中市「東勢區」。

## 地理

### 位置
東勢區位於臺中市中部偏東，介於大甲溪與大安溪之間，東鄰和平區，西連石岡區、后里區，南毗新社區，北隔大安溪與苗栗縣卓蘭鎮為界。行政區域東西相距4公里，南北相距20公里，呈狹長帶狀，土地面積117.4065平方公里，為臺中市面積排位第三的行政區。

### 氣候
東勢區受到複雜地形的影響，形成氣溫東西部相異的情形，西部地區多為平原，地勢較低並緊臨臺中盆地，氣溫較高而雨量較少；東部地區多為山地，海拔較高，年均溫不到攝氏20度且地形雨豐富。全區年均溫約為攝氏24.1度，最熱為7月的攝氏29.9度，最冷為1月的16.9度；年平均降雨量約為2,254.6毫米，且集中於4月至8月，其中6月的502.4毫米最多，11月的15.3毫米最少。

### 人口
根據臺中市政府民政局統計，2024年底東勢區戶數約1.8萬戶，人口計有47,088人。區內人口最多、人口密度最高的里為新盛里，人口最少的里為埤頭里，人口密度最低的里為慶福里。與臺中市山線其他行政區相同，東勢區的人口持續衰退，2019年底時東勢區尚有49,773人，至2024年底時已下滑至47,088人。東勢區的人口老化與少子化問題嚴重，老年人口比例在2020年1月達到20%，正式進入超高齡社會，老化指數逐年上升，在2021年達222.01%，已連續十年居臺中市最高。2024年底時，東勢區人口中幼年人口佔比約有9.07%，青壯年人口佔比66.50%，老年人口則佔比24.43%，老化指數約為269.41%，是臺中市老年人口佔比最高的行政區。

## 政治

### 歷任首長
| 屆次 | 姓名   | 任期                           | 備註 |
| ---- | ------ | ------------------------------ | ---- |
| 1    | 葉玉錦 | 2010年12月25日－2014年12月25日 |      |
| 2    | 池銀龍 | 2014年12月25日－2016年7月25日  |      |
| 3    | 徐佩鈴 | 2016年7月25日－2019年2月12日   |      |
| 4    | 翁培真 | 2019年2月12日－現任            |      |

### 區政組織

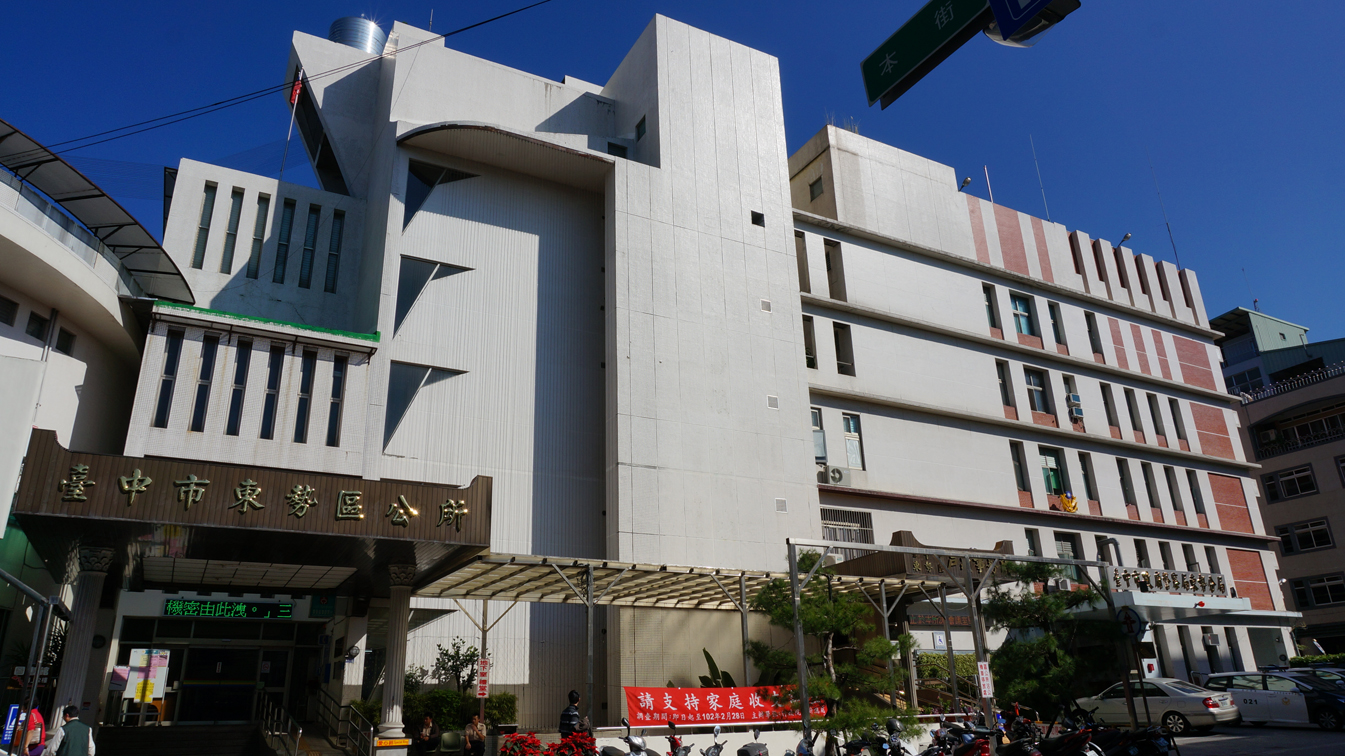
東勢區公所

東勢區公所是臺中市政府在東勢區的派出機關，在中華民國政府架構中為市政府綜理區政的執行機關，上級業務監督機關為臺中市政府。区长由市長任命，其任期為無任期保障。在區長及主任秘書之下，設有5課4室等9個內部單位。

### 行政區
現今東勢區行政範圍的確立，來自於1920年，日本將臺灣十二廳改為五州二廳，設東勢庄屬臺中州東勢郡:270。東勢庄轄石壁坑、石圍牆、校栗埔、東勢、新伯公、大茅埔等6個大字:272。1933年8月，東勢庄改制為「東勢街」。1946年，改為「東勢鎮」，屬臺中縣東勢區。1950年，裁撤區署，東勢鎮改直隸於臺中縣。2010年12月25日，臺中縣市合併改制為直轄市，東勢鎮改制為市轄區「東勢區」，隸屬臺中市:270。
東勢區共轄25里，其行政區域分布情形為：
| 東勢區行政區劃 |        |      |        |      |        |      |        |
|                |        |      |        |      |        |      |        |
| 編號           | 里名   | 編號 | 里名   | 編號 | 里名   | 編號 | 里名   |
| 1              | 粵寧里 | 2    | 北興里 | 3    | 中寧里 | 4    | 東安里 |
| 5              | 南平里 | 6    | 延平里 | 7    | 上新里 | 8    | 廣興里 |
| 9              | 泰昌里 | 10   | 新盛里 | 11   | 福隆里 | 12   | 詒福里 |
| 13             | 下城   | 14   | 上城   | 15   | 慶東里 | 16   | 慶福里 |
| 17             | 隆興里 | 18   | 中嵙里 | 19   | 東新里 | 20   | 下新里 |
| 21             | 興隆里 | 22   | 茂興里 | 23   | 泰興里 | 24   | 埤頭里 |
| 25             | 明正里 |      |        |      |        |      |        |

### 選舉
東勢區與豐原區、石岡區、新社區及和平區劃分為臺中市第八選舉區，現任立委是江啟臣。

## 金融
- 第一銀行東勢分行
- 華南銀行東勢分行
- 彰化銀行東勢分行
- 台中銀行東勢分行

東勢區農會創立於1919年8月1日，名有限責任東勢角信用組合，1935年1月，改名保證責任東勢販賣購買利用組合，1944年2月，改組為東勢街農會，期間歷經東勢區各階段改制變更，經歷過東勢鎮農業會、東勢鎮合作社、東勢鎮農會，2011年4月21日，改名東勢區農會。其業務及事務組織，設有推廣、會計、會物、企劃稽核、信用、供銷、保險、生命禮儀、蔬果截切、農民醫院等部門。

## 教育

### 公共圖書館
- 臺中市立圖書館東勢分館
- 臺中市立圖書館許良宇紀念圖書分館（預計2023年興建）

### 高級中等學校
- 臺中市立東勢工業高級中等學校
- 臺中市私立玉山高級中學

### 國民中學
- 臺中市立東勢國民中學
- 臺中市立東新國民中學
- 臺中市立東華國民中學

### 國民小學
- 臺中市東勢區東勢國民小學
- 臺中市東勢區中科國民小學
- 臺中市東勢區石城國民小學
- 臺中市東勢區明正國民小學
- 臺中市東勢區新成國民小學
- 臺中市東勢區中山國民小學
- 臺中市東勢區石角國民小學
- 臺中市東勢區成功國民小學
- 臺中市東勢區東新國民小學
- 臺中市東勢區新盛國民小學

## 交通

### 公路
- 臺3線
- 臺8線：中部橫貫公路起點
- 臺21線
- 市道129號：新社區 - 東勢區
- 東豐快速道路（興建中）

### 公車客運
東勢區境內的公車運輸多為豐原客運，提供交通運輸。其中豐原客運東勢站是臺中市山城地區的交通樞紐，也是臺中市山線地區僅次於豐原的客運大站，通往臺中、豐原、卓蘭、谷關、新社等地及東勢、和平偏遠村落的路線皆有經過。
臺中市市區公車經過東勢市區主要的路線有153路（觀光公車-谷關線，高鐵臺中站至谷關）、206路（豐原至東勢高工）、208路（豐原至卓蘭）、270路（豐富公園至東勢，經大南）等4條路線，提供居民搭乘及豐原區、石岡區、新社區、和平區、卓蘭鎮等鄰近鄉鎮市區轉運之用。尚有數條路線僅行駛於東勢區內，作為境內聚落聯絡路線，如250路（東勢至中坑坪）、260路（東勢至水尾）、261路（東勢至明正里）等。208路、253路（東勢至士林村）、258路（東勢至卓蘭）駛入卓蘭鎮與泰安鄉，為臺中市市區公車少數駛入苗栗縣的路線。153路行駛國道四號、中山高速公路與台74線至臺中市政府、高鐵台中站，850路（臺中車站至谷關）則行駛國道四號與中山高速公路，可前往水湳、捷運文心中清站、臺中醫院及臺中車站等地，865路（豐原至梨山）則行駛臺8線臨37便道至梨山。
臺中市小黃公車是由臺中市政府交通局推動的公車系統之一，於2017年4月1日啟用，路線皆採固定時間發車且免費搭乘，乘車需於前一天預約，預約人數較多時則安排多輛計程車以提供載客服務，當中僅無臺中市市區公車行駛、停靠之路段可隨招隨停，以擴大公共運輸服務範圍至年長者、行動不便、偏遠地區、攜帶大型行李的民眾。行經東勢區的小黃公車路線有黃2路（東勢至民安）、黃9路（和平衛生所至福民國小）等2條，提供北興、粵寧、下新、興隆、泰興、埤頭、慶福等7個里的居民搭乘。
國道客運行經東勢區的路線有1617路（臺北至東勢，經豐原），可購票搭乘並前往分別位於桃園市龜山區、新北市三重區、臺北市大同區的桃園長庚轉運站、重陽站、臺北轉運站等地。

### 公共自行車
臺中市公共自行車租賃系統（iBike）是臺中市政府推動的公共自行車租賃系統，2013年6月開始規劃建置，2014年7月18日開始營運，2017年5月16日使用次數突破一千萬人次，東勢區則於2018年4月12日正式引進YouBike1.0系統，並於2021年7月28日引進YouBike2.0系統，2023年6月28日全面停止營運YouBike1.0系統，改為僅營運YouBike2.0系統。資料截至2024年12月31日，YouBike2.0系統已於東勢區設有10個站點，並可甲地租車、乙地還車，提供民眾租借使用。

## 旅遊

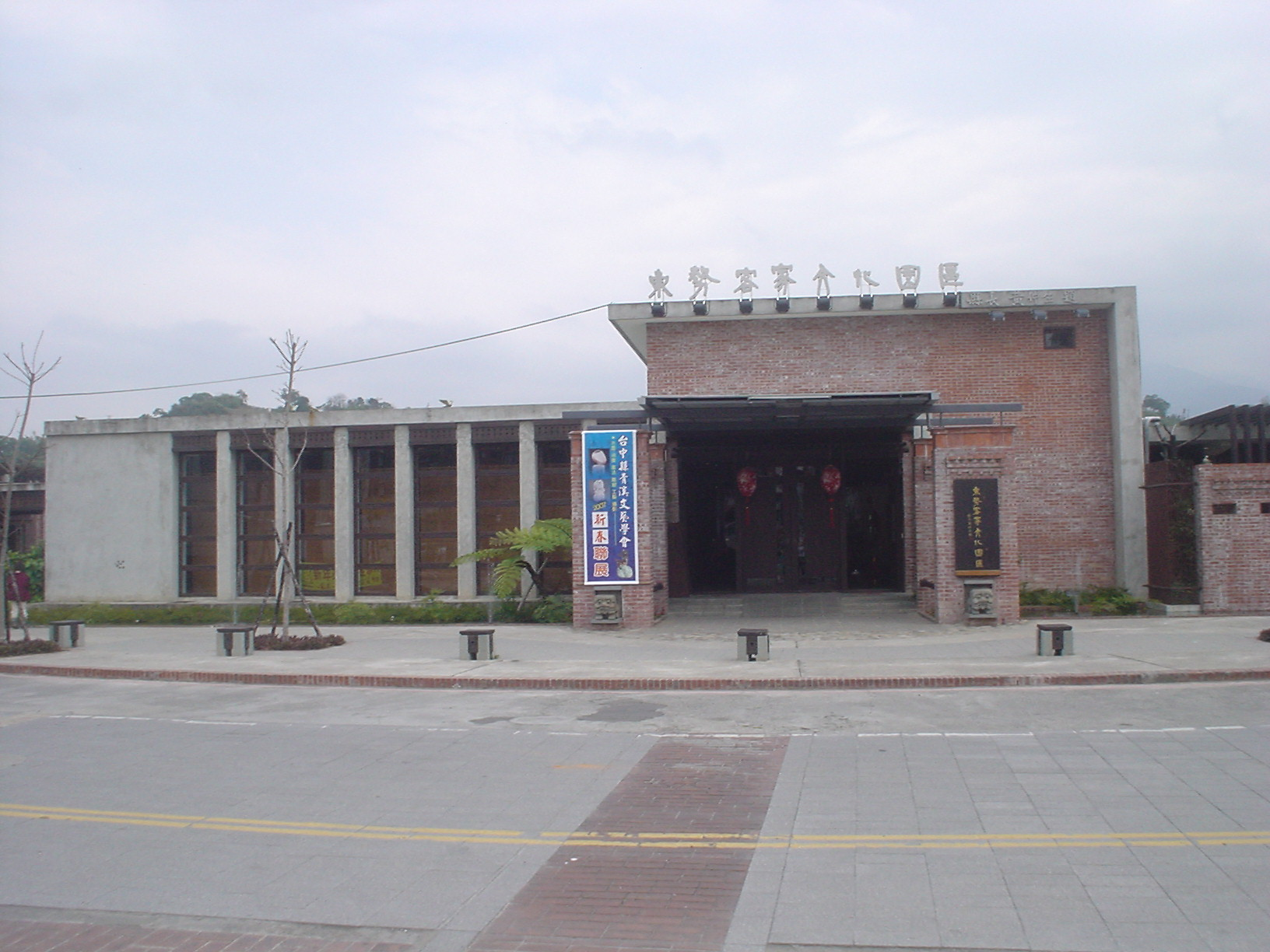
東勢客家文化園區

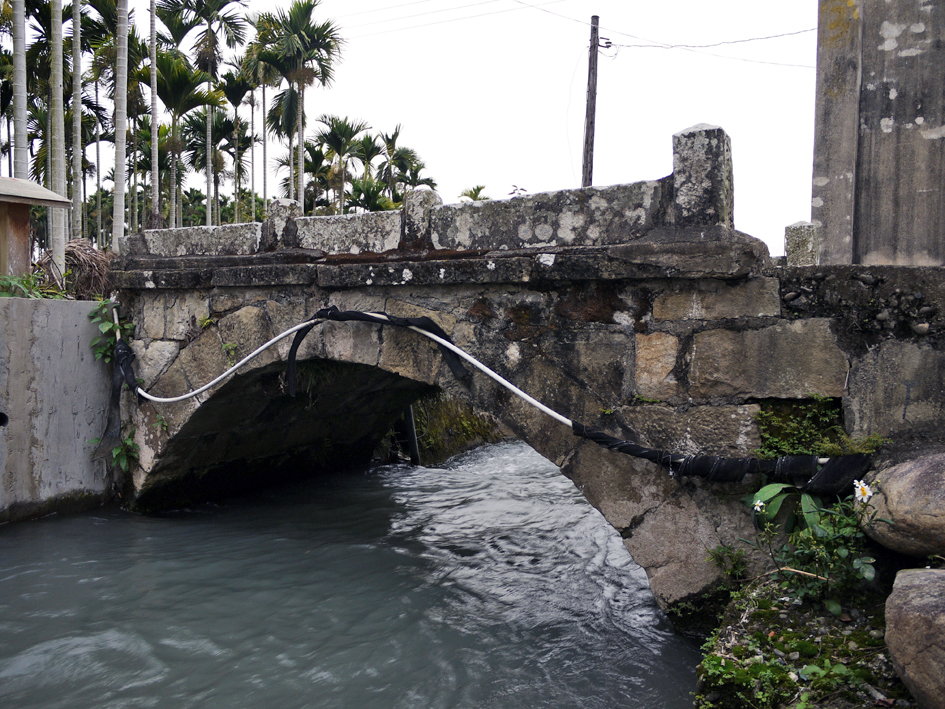
東勢本圳與金門橋

### 人文景點
- 東勢新丁粄節：每年元宵節，臺中市東勢區有一項流傳一百多年的新丁粄比賽，是東勢最富趣味的特殊元宵風俗。
- 東勢客家文化園區
- 東勢客家文物館
- 梨文化館
- 東勢巧聖仙師祖廟
- 中嵙大願寺
- 東勢文昌廟：於清嘉慶年間，廣東大埔漢學家王懷盛，於鯉魚伯公廟前集資建廟，供奉文昌帝君、朱文公、韓文公等尊神，並成立文祠，招集學子敦聘教學，文風大開，應試中秀才者眾，其中邱逢甲赴京中進士，光耀鄉里。
- 東勢復興宮（南片莊太子爺廟）：位於南平里本街南片巷100之1號[37]。
- 義渡碑坊
- 新伯公劉家古厝
- 鯉魚伯公廟
- 北興里雙福祠
- 觀瀛橋：位於東勢區興隆里與茂興里之間，是早期唯一該地交通要道的吊橋，橫跨沙連溪，創建於清道光年間。該小溪中央突出一個土墩高約十餘公尺，上墩面積約二百平方公尺，溪水向墩之左右流。因而就利用該墩作基點，建 左、右各一橋，左橋長約二十八公尺，右橋長觀瀛橋約二十五公尺，橋寬約一三0公分。該橋因年代過久，現今支離破壞毀壞。
- 石角國小天德大願化石館：位於東坑路西盛巷石角國小新校舍二樓，是一間由民間人士發起成立的化石館，目前館藏量約兩萬件，常設展出一次約一千餘件，每週一至週五開放參觀，週六則採團體預約制，歡迎市民蒞館參訪。
- 寮下萬善祠大眾爺廟：主祀林爽文事件戰死者。

### 自然景點
- 東勢林場
- 四角林林場
- 東勢林業文化園區
- 東勢河濱公園
- 東豐自行車綠廊
- 大安溪大峽谷

## 外部連結
- 東勢區公所 （页面存档备份，存于）